# Barbara Young (actriz)
Barbara Young (Brighouse, 9 de febrero de 1931-Cambridge, 27 de abril de 2023) fue una actriz británica. 

## Biografía
Fue conocida por su papel como la madre del futuro emperador Nerón, Agrippina, en la histórica serie I, Claudius de la BBC en 1976.
En 2008, Young hizo una aparición especial en un episodio de la serie de comedia de larga duración de la BBC Last of the Summer Wine. 

En 2016 fue su última aparición en televisión cuando interpretó a Connie Templeton en un episodio de la telenovela de la BBC Doctors.
Contrajo matrimonio con Jack Pulman, fueron padres de dos hijas: la cantante Liza Pulman y la actriz Cory Pulman.
Falleció el 27 de abril de 2023 a los 92 años, en el Hospital Addenbrooke en Cambridge.

## Filmografía
- 1960, Coronation Street
- 1980, The Good Companions
- 1979, Crime and Punishment